# 민주혁명당 (파나마)
민주혁명당(스페인어: Partido Revolucionario Democrático)은 파나마의 대중영합주의 정당으로, 1979년에 군사정권 체제 유지 대신 사회주의 인터내셔널에 관심을 보인 오마르 토리호스가 창당하였다.